# Kutzleben
Kutzleben est une commune allemande de l'arrondissement d'Unstrut-Hainich, Land de Thuringe.

## Géographie
La commune comprend Lützensömmern.
| Großenehrich                          | Westgreußen Clingen | Greußen         |
| Hornsömmern Mittelsömmern Haussömmern | Kutzleben           | Gangloffsömmern |
| Bad Tennstedt                         | Ballhausen          | Schwerstedt     |

## Histoire
Le village voit probablement le jour lors de la chute des Thuringes.
Kutzleben est mentionné pour la première fois au VIIIe siècle sous le nom de Cuceslebo comme une possession de l'abbaye d'Hersfeld.

## Personnalités liées à la commune
- Irene Schuch (née en 1935), athlète
- Annerose Fiedler (née en 1951), athlète